# Penstemon rostriflorus
Penstemon rostriflorus là một loài thực vật có hoa trong họ Mã đề. Loài này được Kellogg mô tả khoa học đầu tiên năm 1860.

## Hình ảnh

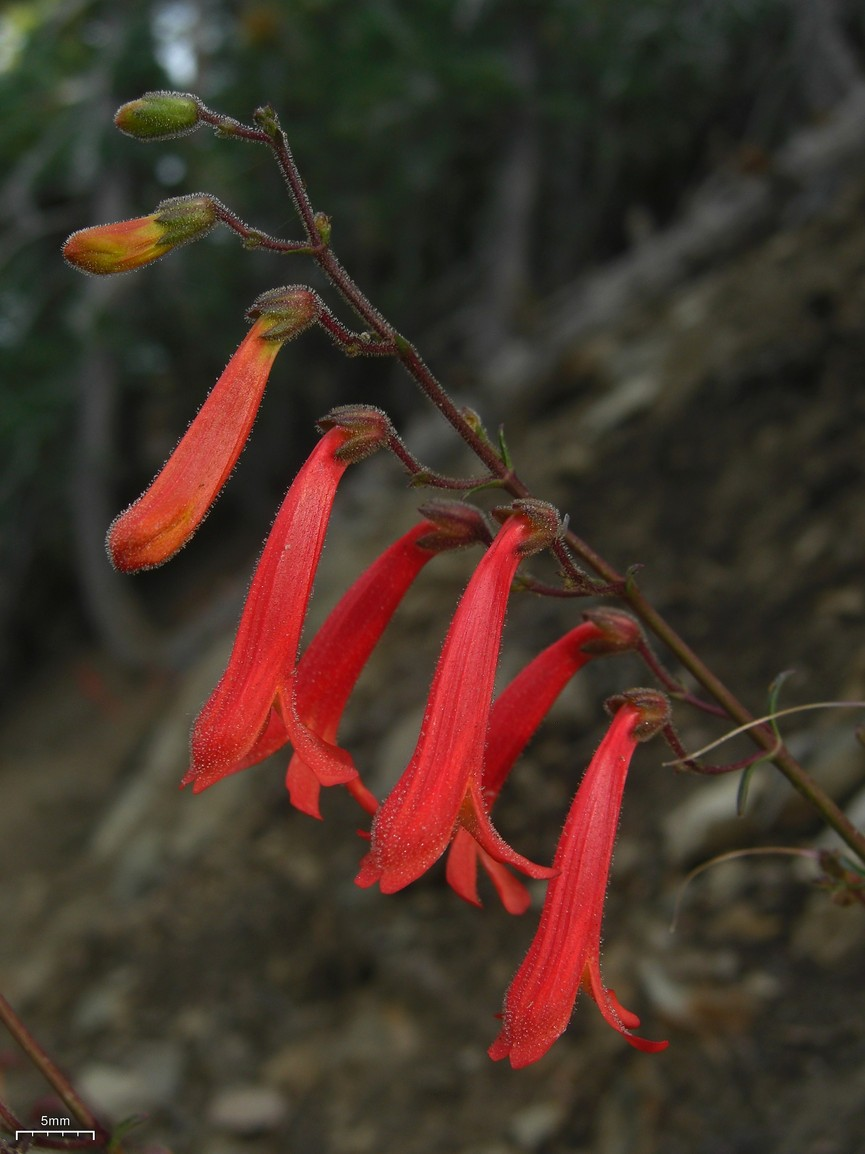
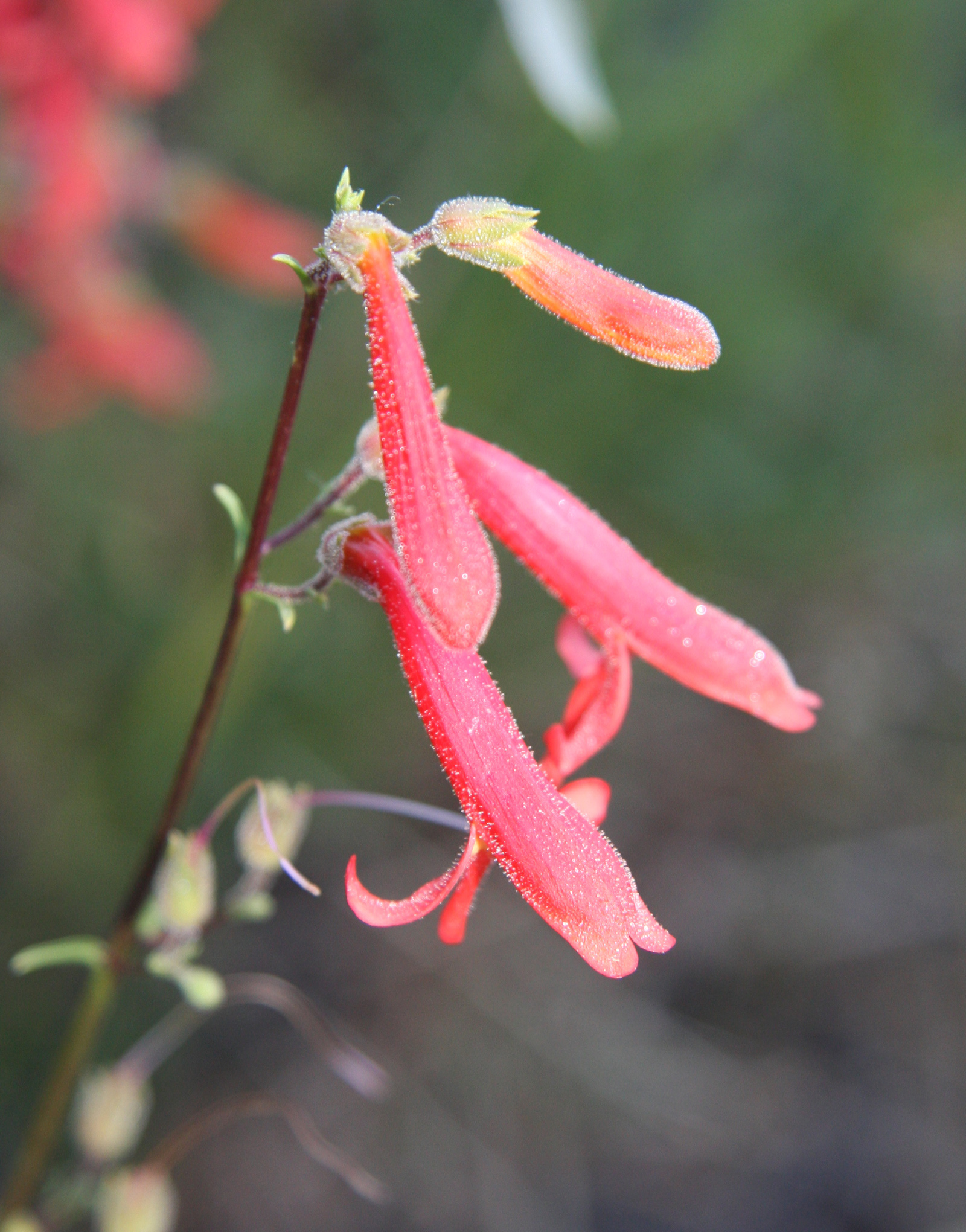
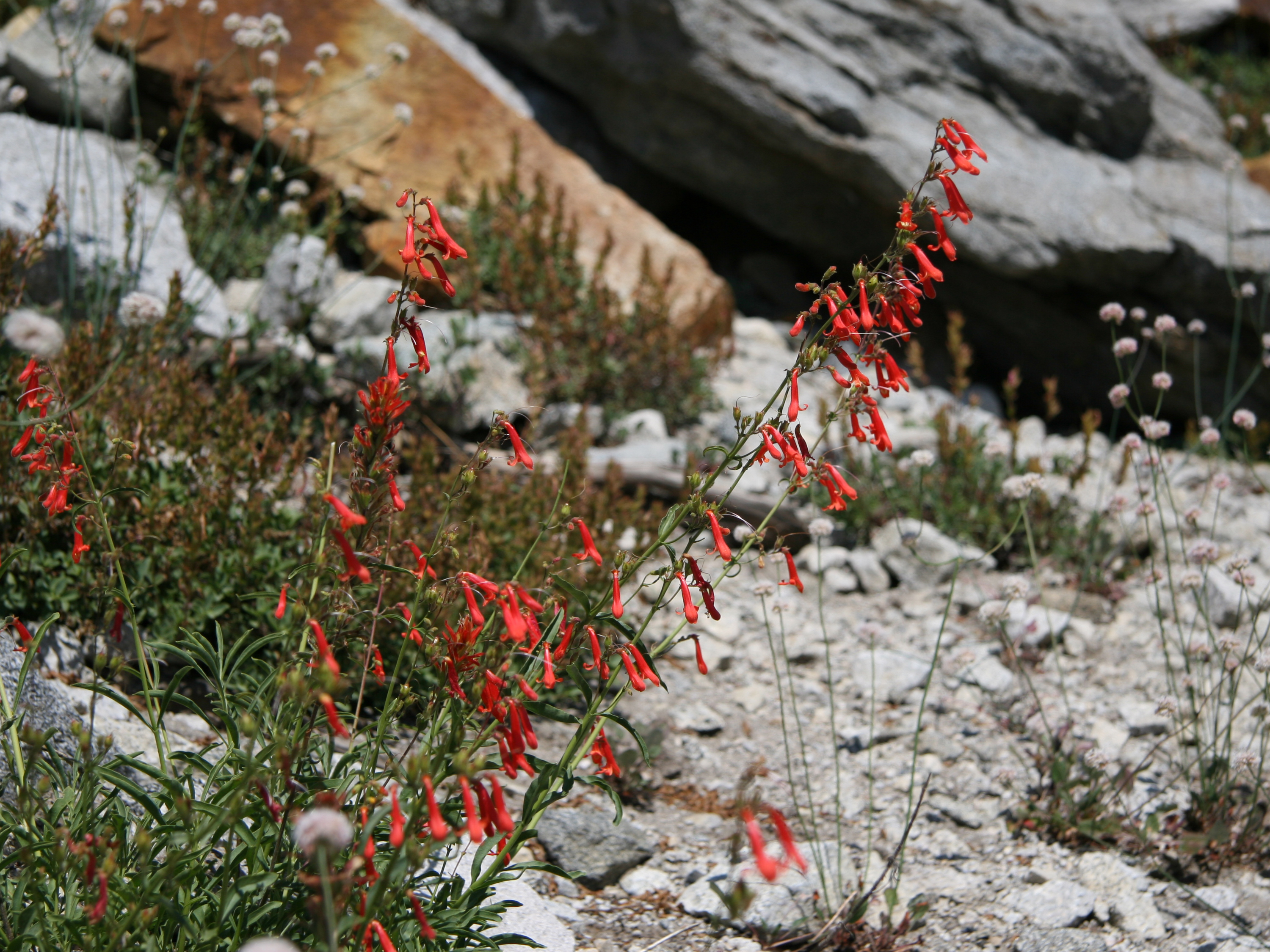
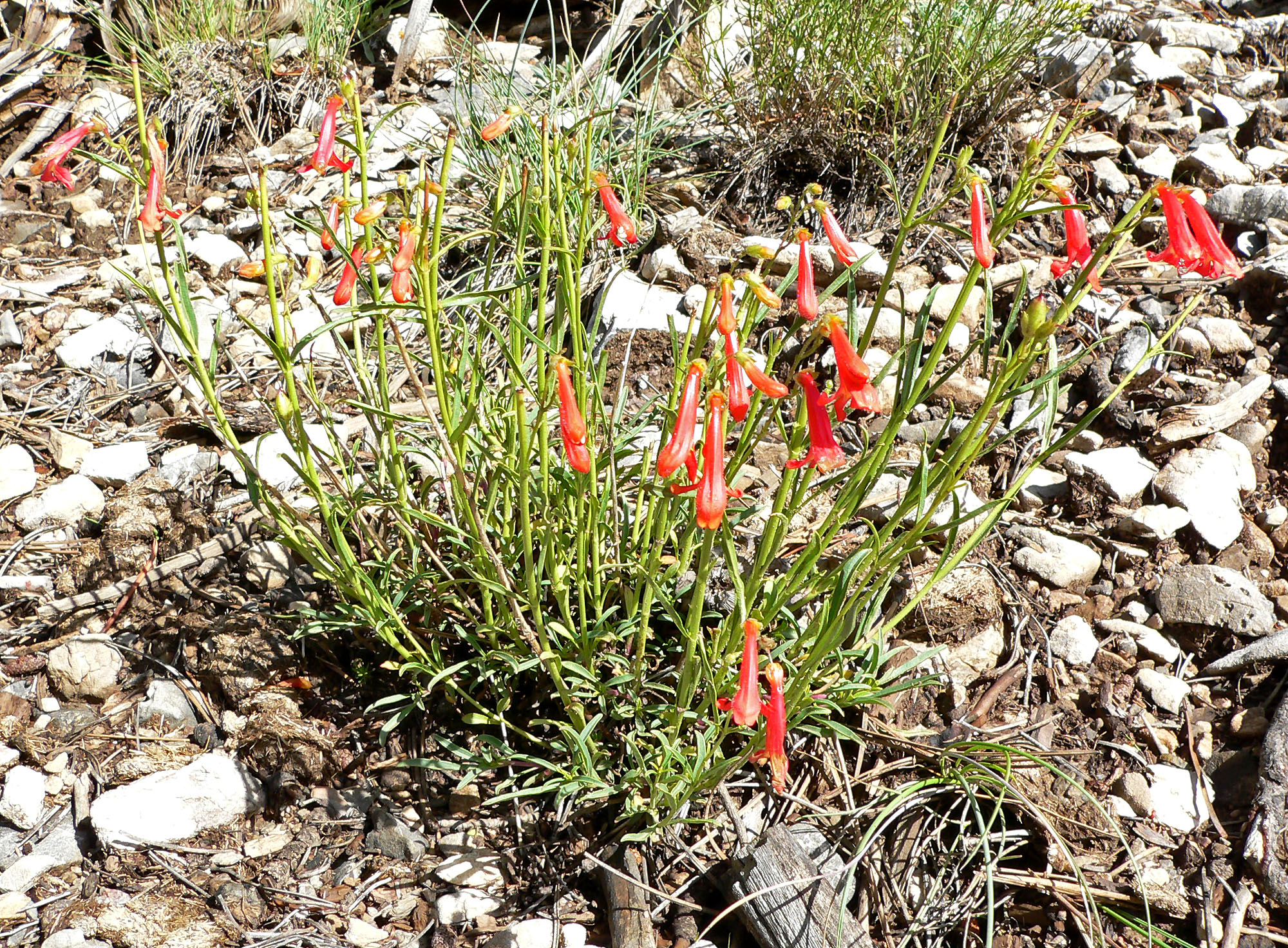